# 요코카와메촌
요코카와메촌(横川目村)은 이와테현 와가군에 설치되었던 촌이다. 현재의 기타카미시에 해당한다.